# Michelangelo Rampulla
Michelangelo Rampulla (ur. 10 sierpnia 1962 w Patti) – były włoski piłkarz, grający na pozycji bramkarza.
Rampulla zasłynął z gola strzelonego głową w meczu Serie A Cremonese z Atalantą, 23 lutego 1992 roku. Cremonese przegrywało 0:1 po rzucie karnym strzelonym przez Carekę III. Pod sam koniec meczu Rampulla zdecydował, że spróbuje pomóc drużynie w zdobyciu gola, Próba ta przyniosła efekt - po dośrodkowaniu z rzutu rożnego Rampulla strzelił gola głową, co dało Cremonese punkt. Mimo to zespół ten spadł w tamtym sezonie do Serie B. Następnie Rampulla przeszedł do Juventusu, gdzie przez większość czasu był rezerwowym.
Obecnie jest szkoleniowcem bramkarzy w Juventusie.